# 신나카노역
신나카노역(일본어: 新中野駅, しんなかのえき)은 일본 도쿄도 나카노구에 있는 철도역이다.

## 역 구조
상대식 승강장 2면 2선의 지하역. 아오모리 가도의 스기야마 공원 사거리 부근에 있어, 승강장은 아오모리 가도를 따라간다.
나카노사카우에 방향에 비상시나 연말 연시의 임시 전동차 운전시에 사용하는 건늠선이 있다.

### 승강장
| 1 | 마루노우치 선 | 오기쿠보 방면                   |
| 2 | 마루노우치 선 | 신주쿠 · 긴자 · 이케부쿠로 방면 |

## 역세권 정보
- 스기야마 공원
- 아오모리 가도
- 나카노도리
- 신나카노 역전 우체국

## 역사
- 1961년
  - 2월 8일: 당시 영단지하철 오기쿠보 선의 시종착역으로서 영업 개시.
  - 11월 1일: 미나미아사가야 역까지 연장개통으로 중간역이 됨.

## 인접역
| 도쿄 메트로 마루노우치 선      | 도쿄 메트로 마루노우치 선 | 도쿄 메트로 마루노우치 선          |
| ------------------------------ | ------------------------- | ---------------------------------- |
| M04 히가시코엔지 오기쿠보 방면 | 마루노우치 선             | M06 나카노사카우에 이케부쿠로 방면 |